# Mojsijev mač
Mojsijev mač (hebr. Harba de-Mosha), apokrifna hebrejska knjiga magije datirana u 13. ili 14. stoljeće koju je 1896. godine publicirao Moses Gaster. Moguće je da su određeni dijelovi knjige još starijeg postanka.

## Vanjske poveznice
- esotericarchives.com - The Sword of Moses (engl.)
- The Sword of Moses - pdf izdanje  Arhivirana inačica izvorne stranice od 25. siječnja 2011. (Wayback Machine) (engl.)